# 金鮮英
金 鮮英（キム・ソニョン、김선영、1914年4月9日 - 1995年）は、朝鮮の女優。1940年代の朝鮮で最高の女優と評価された。

## 経歴
1914年4月9日に日本統治下の朝鮮で生まれた。本名は金平淑（김평숙、キム・ピョンスク）である。生まれた土地は平安北道という説と忠清道という説がある。中国のヨンアンドン県で小学校に通った。朝鮮の京城（ソウル）に移住して、女子産業学校に通ったが、家庭の事情で学業の継続が困難になり、一時日本に行ってダンサーとして働いた。朝鮮に帰国後、劇団に入り俳優となった。初舞台は第一劇場で公演した『언덕을 오르는 사람』（丘に登る人）だった。その後、映画『방아타령』（パンア打令〈民謡の曲名〉）で助演し、1931年12月に中外劇場の創立団員として創立公演『線路工夫의 죽음』（線路工夫の死）に出演した。その後『사람 좋은 형리』（人のいい刑吏）などに端役で出演した。中外劇場の解散後は太陽劇団に移り、太陽劇団でも端役での出演が続いた。金鮮英は容貌が人並みで、当時は女優として注目を受けることもなく人気もなかった。しかし声がきれいで歌がうまかった。1934年に리갈（リガル）レコードで「처녀의 눈물」（処女の涙）、「소녀 연심가」（少女ヨンシム歌）、「떠도는 신세」（さすらいの身の上）を録音した。1933年に東洋劇場に創立団員として加わったがここでも演じたのは端役だった。しかし現代劇場に入団し助演した『황해』（黄海）で評価され、演技賞を受賞した。その後『봉선화』（鳳仙花）、『낙화암』、『뇌우』（雷雨）、『위대한 사랑』（偉大な愛）、『자명고』（自鳴鼓）に出演し、1947年に公演した『목격자』（目撃者）と1948年の『대춘향전』（大春香伝）で主演し、朝鮮最高の俳優と評価された。